# 李世軍
李世軍（1902年4月18日—1989年6月24日），字漢三、漢珊，乳名小虎子，甘肃静宁人，中国政治人物，民國37年（1948年）在甘肅省第三選區當選第一屆立法委員。

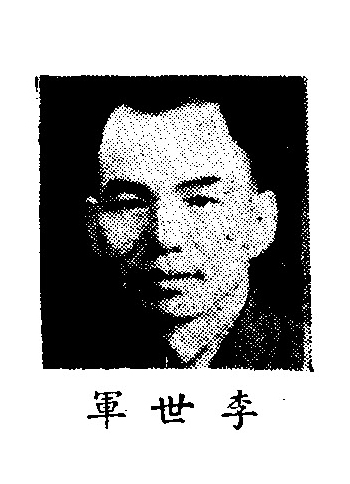

## 生平
李世军是甘肅省靜寧縣雙峴鄉張門村人。
1924年，畢業於北京師範大學同年加入中國國民黨，12月被孫中山任命為《北上宣言》臨時宣傳委員。1925年，在北京主持《國民新報》。
1926年，任中國國民黨甘肅省黨部主任委員。
1927年，任國民革命軍第二集團軍總司令部政治部部長。
1928年11月1日，任寧夏省政府委員兼教育廳廳長，1933年2月3日免。
1933年2月24日，任監察院監察委員。1938年2月12日，特派監察院江蘇監察區監察使。
1939年4月25日，免監察院監察委員兼江蘇監察區監察使，任甘肅省政府委員兼建設廳廳長，1940年11月22日免。
1940年2月，任戰時運輸統制局中將處長。
1943年2月29日，當選三青團第一屆中央候補監察。
1944年4月8日，派財政部花紗布管制局副局長。
1946年2月12日，派監察院監察委員，5月9日派教育部指定各大學及獨立學院設置法律系司法組畢業生銓定資格考試監試委員，9月12日選派為三青團第二屆中央監察會監察，11月當選制憲國民大會代表。
1947年，當選黨團合併後的中國國民黨第六屆中央監察委員、監察委員會常務委員。民國37年，當選立法委員，曾出席第一屆立法院第一會期財政及金融委員會、預算委員會、糧政委員會。
中華人民共和國成立後，任江蘇省政協委員會委員、南京市民政局局長、國務院參事等職。
1989年6月24日在北京逝世。